# 姜瑜

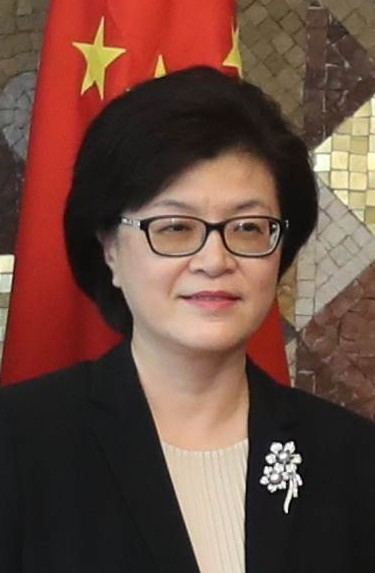
姜瑜 (2024)

姜瑜（1964年6月—），女，北京人，中华人民共和国职业外交官。曾任中华人民共和国外交部驻香港特別行政区特派员公署副特派员、外交部发言人、中华人民共和国驻阿尔巴尼亚大使和中华人民共和国驻罗马尼亚大使，是中国外交部自1983年建立发言人制度以来的第23位发言人，也是第4位女发言人。

## 生平
姜瑜出生于北京。1982年，姜瑜考入北京外交学院英语专业。1987年，她大学毕业，被分配到北京外交人员服务局，一家专为外国驻华机构提供服务的政府单位。在这里工作近九年之后，姜瑜在1991年进入外交部新闻司工作，而她以后的外交工作几乎都在和新闻、外国记者打交道。
1992年，姜瑜赴常驻联合国代表团任职。1995年，她又回到外交部新闻司，并历任新闻司三等秘书、副处长、处长。2000年，专为驻华记者提供相关服务的外国记者新闻中心成立，姜瑜被任命为这家机构的首任主任。2002年，她又被派到外交部驻港公署，担任参赞。2005年，又调任外交部新闻司参赞。2006年初，升任新闻司副司长。2006年6月13日，姜瑜首次以中华人民共和国外交部发言人的身份，出席例行记者招待会。
2012年4月，出任外交部驻香港特别行政区特派员公署副特派员。2015年3月，出任中华人民共和国驻阿尔巴尼亚大使。。2019年3月，出任中华人民共和国驻罗马尼亚大使。2022年3月，自驻罗马尼亚大使离任。
2022年9月，出任中华人民共和国外交部中国—中东欧国家合作事务特别代表。

## 争议言论
2011年3月3日，在外交部例行记者会上，有外国记者要求提供禁止采访中国茉莉花革命的具体法律条款，姜瑜说：“不要拿法律当挡箭牌。问题的实质是有人唯恐天下不乱，想在中国闹事。对于抱有这种动机的人，我想什么法律也保护不了他。”。3月17日，《南方周末》发表特约评论员文章《法律应当是所有人的挡箭牌》。